# Anemia repens
Anemia repens är en ormbunkeart som beskrevs av Giuseppe Raddi. Anemia repens ingår i släktet Anemia och familjen Anemiaceae. Inga underarter finns listade.